# 부안 개암사 동종
부안 개암사 동종(扶安 開岩寺 銅鐘)은 대한민국 전북특별자치도 부안군, 개암사에 있는 종이다. 1986년 9월 8일 전라북도의 유형문화재 제126호로 지정되었다.

## 같이 보기
- 개암사

## 참고 자료
- 개암사동종 - 국가유산청 국가유산포털